# Campeonato Mundial de Bádminton de 2006
El XV Campeonato Mundial de Bádminton se celebró en Madrid, España, del 18 al 24 de septiembre de 2006 bajo la organización de la Federación Internacional de Bádminton (IBF) y la Federación Española de Bádminton.
Las competiciones se realizaron en el Palacio de Deportes de la Comunidad de Madrid. Un total de 52 selecciones nacionales estuvieron presentes en el evento.  La selección de China fue la más exitosa, llevándose cuatro de los cinco títulos (el restante fue para Inglaterra).

## Países participantes
| África (ABF) | América (PABC)                                                   | Asia (ABC) | Europa (EBU) | Oceanía (OBC)           |
| ------------ | ---------------------------------------------------------------- | --- | --- | ----------------------- |
| Nigeria      | Canadá · Estados Unidos · Guatemala · Perú · Trinidad y Tobago · | China Corea del Sur Filipinas Hong Kong India Indonesia Irán Japón Malasia Nepal Pakistán Singapur Sri Lanka Tailandia China Taipéi Vietnam | Alemania · Austria · Bélgica · Bielorrusia · Bulgaria · Croacia · Chipre · Dinamarca · Escocia · Eslovaquia · Eslovenia · España · Estonia · Finlandia · Francia · Gales · Inglaterra · Irlanda · Lituania · Noruega · Países Bajos · Polonia · Portugal · República Checa · Rusia · Suecia · Suiza · Turquía · Ucrania | Australia Nueva Zelanda |

## Medallistas
| Evento               | Oro                                   | Plata                                  | Bronce                                                                               |
| -------------------- | ------------------------------------- | -------------------------------------- | ------------------------------------------------------------------------------------ |
| Individual masculino | Lin Dan China                         | Bao Chunlai China                      | Chen Hong China Lee Hyun-Il Corea del Sur                                            |
| Dobles masculino     | Fu Haifeng Cai Yun China              | Anthony Clark Robert Blair Inglaterra  | Jens Eriksen Martin Lundgaard Hansen Dinamarca Lars Paaske Jonas Rasmussen Dinamarca |
| Individual femenino  | Xie Xingfang China                    | Zhang Ning China                       | Huaiwen Xu · Alemania Petra Overzier · Alemania                                      |
| Dobles femenino      | Gao Ling Huang Sui China              | Zhang Yawen Wei Yili China             | Yang Wei Zhang Jiewen China Du Jing Yu Yang China                                    |
| Dobles mixto         | Nathan Robertson Gail Emms Inglaterra | Anthony Clark Donna Kellogg Inglaterra | Koo Kien Keat Wong Pei Tty Malasia Sudket Prapakamol Saralee Thungthongkam Tailandia |

## Medallero
| Núm. | País          | Oro | Plata | Bronce | Total |
| ---- | ------------- | --- | ----- | ------ | ----- |
| 1    | China         | 4   | 3     | 3      | 10    |
| 2    | Inglaterra    | 1   | 2     | 0      | 3     |
| 3    | Alemania      | 0   | 0     | 2      | 2     |
| 3    | Dinamarca     | 0   | 0     | 2      | 2     |
| 5    | Corea del Sur | 0   | 0     | 1      | 1     |
| 5    | Malasia       | 0   | 0     | 1      | 1     |
| 5    | Tailandia     | 0   | 0     | 1      | 1     |
|      | TOTAL         | 5   | 5     | 10     | 20    |